# 5502 Brashear
5502 Brashear (1984 EC) là một tiểu hành tinh vành đai chính được phát hiện ngày 1 tháng 3 năm 1984 bởi Bowell, E. ở Flagstaff.